# 彼得·科斯特洛
彼得·科斯特洛（Peter Costello，1957年8月14日—)，全名彼得·霍华德·科斯特洛（英語：Peter Howard Costello），澳大利亞政治家，以長期出任澳大利亞財政部長著名。1990年首次当选众议员议员；1994年，出任澳大利亚自由党联邦副领袖；自1996年3月11日到2007年12月3日，一直在約翰·霍華德内阁中，担任联邦财政部部长，是澳大利亚历史上任职时间最长的财政部长。2009年10月，辞去联邦众议院议员职务，并离开政坛。

## 早年生活
彼得·科斯特洛出生在澳大利亚墨尔本的一个信奉基督教的中产阶级家庭。家里有三个孩子，彼得排行老二。他的哥哥提姆·科斯特洛是世界宣明会在澳大利亚的首席行政官。
彼得·科斯特洛毕业于维多利亚州的蒙纳士大学法律和文学双学士学位。早在学生时代，他就热衷于政治，曾是维多利亚州社会民主学生联盟的成员，还是澳大利亚工党维多利亚州青年党员。大学毕业后，科斯特洛的政治观点趋于保守；在一些社会问题上，更倾向于自由主义。1984年，他参与成立了澳大利亚劳工关系领域的一个智囊机构，H. R. Nicholls Society；被认为是新右翼运动的代表。

## 步入政坛
1990年，彼得·科斯特洛在澳大利亚联邦大选的自由党党内初选中，击败了自由党籍在任联邦众议员罗杰·西普頓，从而代表自由党参加墨尔本东南部希金斯(Higgins)选区的联邦众议员选举，并获得胜利。尽管在这次选举中，由自由党、国家党政治联盟并未获得整个大选的胜利；但是，时年32岁的科斯特洛首次进入联邦众议院，并被直接提拔到反对党前座议员的位置。不久，他又被任命为反对党“影子内阁”中的律政部长。1993年他在“影子内阁”中转任财务大臣；其间，他还是反对党提出增设消费税(GST)的坚定支持者。
1993年大选，自由党、国家党联盟再次失利，使得科斯特洛被视是未来保守派领袖的有力竞争者之一。1994年5月，当时任领袖的John Hewson辞职后，科斯特洛并没有对领袖位置发出挑战，而甘愿当亞歷山大·唐納的副手。不到一年，唐纳也辞去了领袖职务；科斯特洛又转而支持约翰·霍华德，并继续做副手。事实上，科斯特洛并不是一个没有野心的人；当年的“幕后交易”，直到2006年7月才被曝光。科斯特洛和霍华德当年已有约定，即如果霍华德成功当选并连任后，只做一个半的任期，然后就让位于科斯特洛；霍华德以此来换取，科斯特洛不去主动争取领袖职位的承诺。

## 联邦财长 (1996 - 2007)
1996年，由霍华德领导的保守派执政联盟赢得了大选。科斯特洛以澳大利亚自由党联邦副领袖的身份出任财政部长，时年38岁。
在任财长期间，科斯特洛努力削减由前工党政府遗留下来的联邦财政赤字，最终实现、并保持了盈余的纪录。这使得澳大利亚政府的外债大幅减少。虽然平均家庭债务增加了一倍多；但通货膨胀、利率、失业率等经济数据，在其任内都保持在较低水平。2007年，在科斯特洛任内的最后一段时间里，通货膨胀和利率有所攀升；而他的最后一份联邦预算，也被国际货币基金组织称为，“有促使通膨”之嫌。
财税制改革，是科斯特洛的政策重点。他是自由党内消费税的坚定支持者，和积极行动者。虽然，领袖霍华德曾在1996年竞选期间，承诺“永远不会”引入消费税；但两年之后，消费税却成为自由党的主要政策。这项议案最终在民主党的帮助下，在参议院获得通过。科斯特洛的另一项主张——“减少劳动力市场管制”，一直因为政府在参议院缺乏多数支持而被阻，直到2005年7月才获通过。
科斯特洛还是1999年澳大利亚全民公决的支持者。这项全民公决旨在决定澳大利亚是否成为共和制国家。
2006年2月，在悉尼学院演讲期间，有人质疑政府为何拒绝从法律上承认同性婚姻，科斯特洛的回应引发了争议。他认为，同性恋者的权益在澳大利亚是受到保护的；比如，2004年的改革，已经在有关养老金的法律中，承认同性伴侣关系。但他强调，只有异性夫妇的婚姻才能被认可；并警告说，新移民必须接受澳大利亚的价值观。

## 接班迷雾
根据后来曝光的消息，科斯特洛在霍华德政府的第二任期内就应该接班，但最终没能实现。当2003年，霍华德宣布决定第三次带领自由党参加大选时，科斯特洛非常的失望和沮丧。在竞选阶段，霍华德一直避免回答，如果成功连任他是否坐满三年任期的问题；只是强调，自由党需要他做多久，他就做多久。当霍华德第三次成功连任、并同时赢得参议院多数席位后，外界普遍认为霍华德更加不会放权，而科斯特洛接班的可能十分渺茫。
2006年7月，霍华德政府的高级官员、前国防部长伊恩·麦克拉克伦踢爆了当年霍华德对科斯特洛的幕后承诺。对此，霍华德拒不承认，强调领导权是党决定的，不是“礼物”可以用来拱手相送的。而此时的科斯特洛，根本不具备把霍华德拉下马的影响力。尽管，总理和财长已经“撕破了脸”，但是谁也没辞职。2007年9月12日，在政府支持度持续走低的趋势下，霍华德公开宣布，如果能第四次连任，则会在任内实现权力交接，科斯特洛是当然的“接班人”。然而，执政联盟在这次大选中败给了陆克文领导的工党，霍华德自己也失去了拥有30多年的众议院议席，不得不辞去领袖职务。
大选后，科斯特洛并没有像外界期待的那样，出任自由党联邦领袖的职务。他主动提出，要退到“后座议员”的位置；数周后，还表示将不会完成本届众议院的任期。在2008年9月出版的一本个人自传中，科斯特洛确认自己无心恋战，并打算离开政坛。9月18日，科斯特洛接受世界银行的聘请，出任反贪污顾问团的成员。
2009年6月15日，科斯特洛宣布将在下届大选时退休。但最终，他还是在2009年10月19日，正式辞去了议员职务。

## 退休生活
2009年12月，科斯特洛被任命为澳大利亚政府未来基金委员会的总监；同时还担任一家咨询公司的合伙人。